# Petit train de Nyírvidék

Le Petit train de Nyírvidék (en hongrois : Nyírvidéki Kisvasút) est une ligne de chemin de fer, à voie étroite, de Hongrie. Sa desserte s'effectue sur les anciennes lignes 118 et 119 du réseau ferroviaire national. Le service régulier est « temporairement » fermé depuis décembre 2009.

## Galerie de photographies

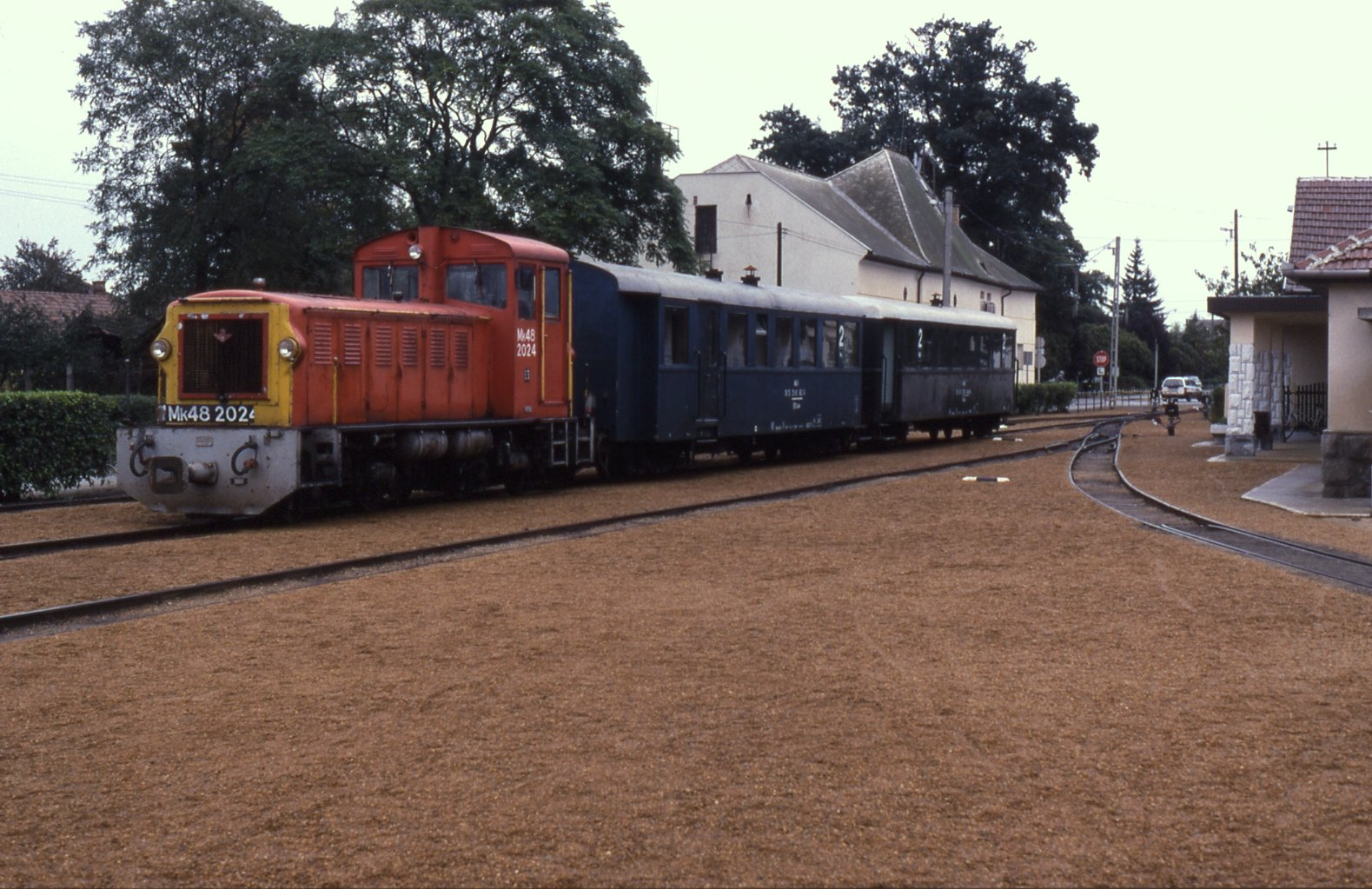
Train en 1996.
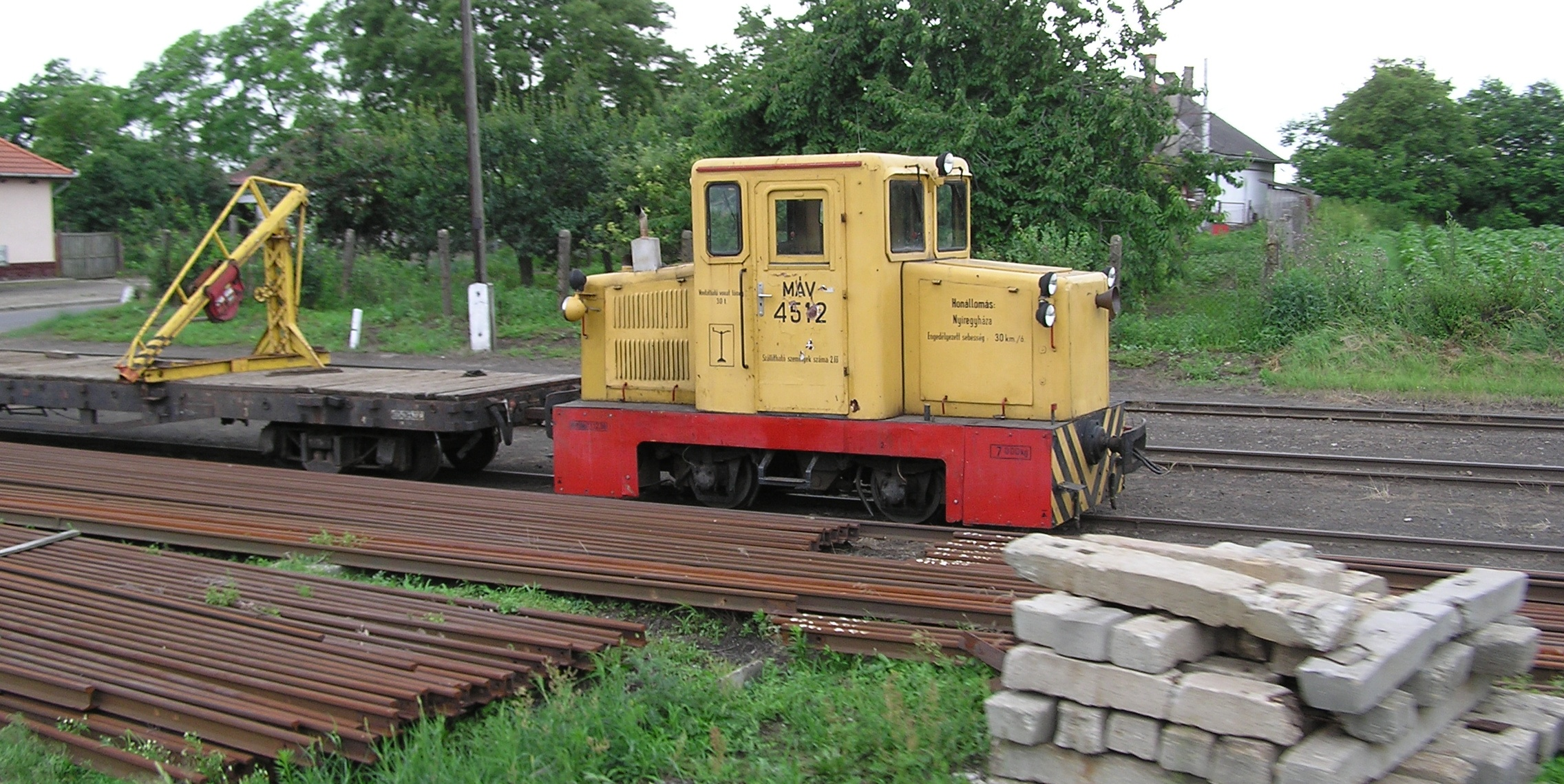
Matériel roulant en 2008.
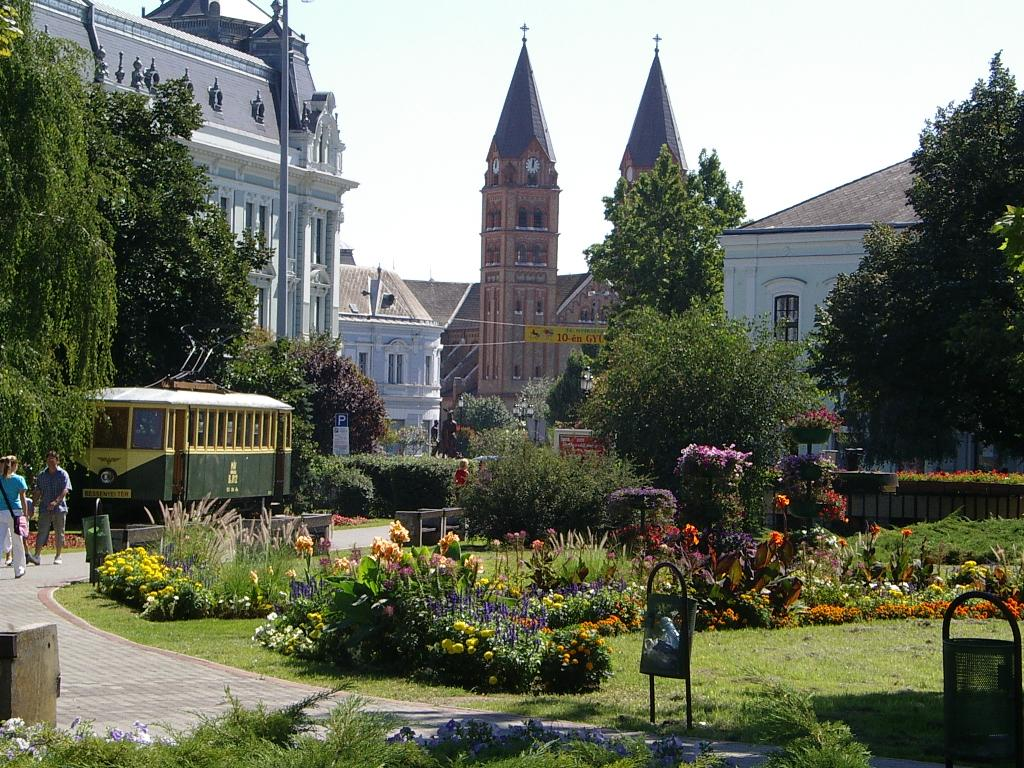
À Nyíregyháza en 2007.